# Rhynchagrotis niger
Rhynchagrotis niger là một loài bướm đêm trong họ Noctuidae.